# آتلانتا (میشیگان)
آتلانتا (به انگلیسی: Atlanta) یک منطقهٔ مسکونی در ایالات متحده آمریکا است که در شهرستان مونمورانسی، میشیگان واقع شده‌است. آتلانتا ۷٫۵ کیلومتر مربع مساحت و ۷۵۷ نفر جمعیت دارد و ۲۷۲ متر بالاتر از سطح دریا واقع شده‌است.